# Frédéric-Guillaume II
 (juin 2018).
Si vous disposez d'ouvrages ou d'articles de référence ou si vous connaissez des sites web de qualité traitant du thème abordé ici, merci de compléter l'article en donnant les références utiles à sa vérifiabilité et en les liant à la section « Notes et références ».
Frédéric-Guillaume II (en allemand : Friedrich Wilhelm II), né le 25 septembre 1744 à Berlin et mort le 16 novembre 1797 à Potsdam, est roi de Prusse de 1786 à sa mort.

## Biographie

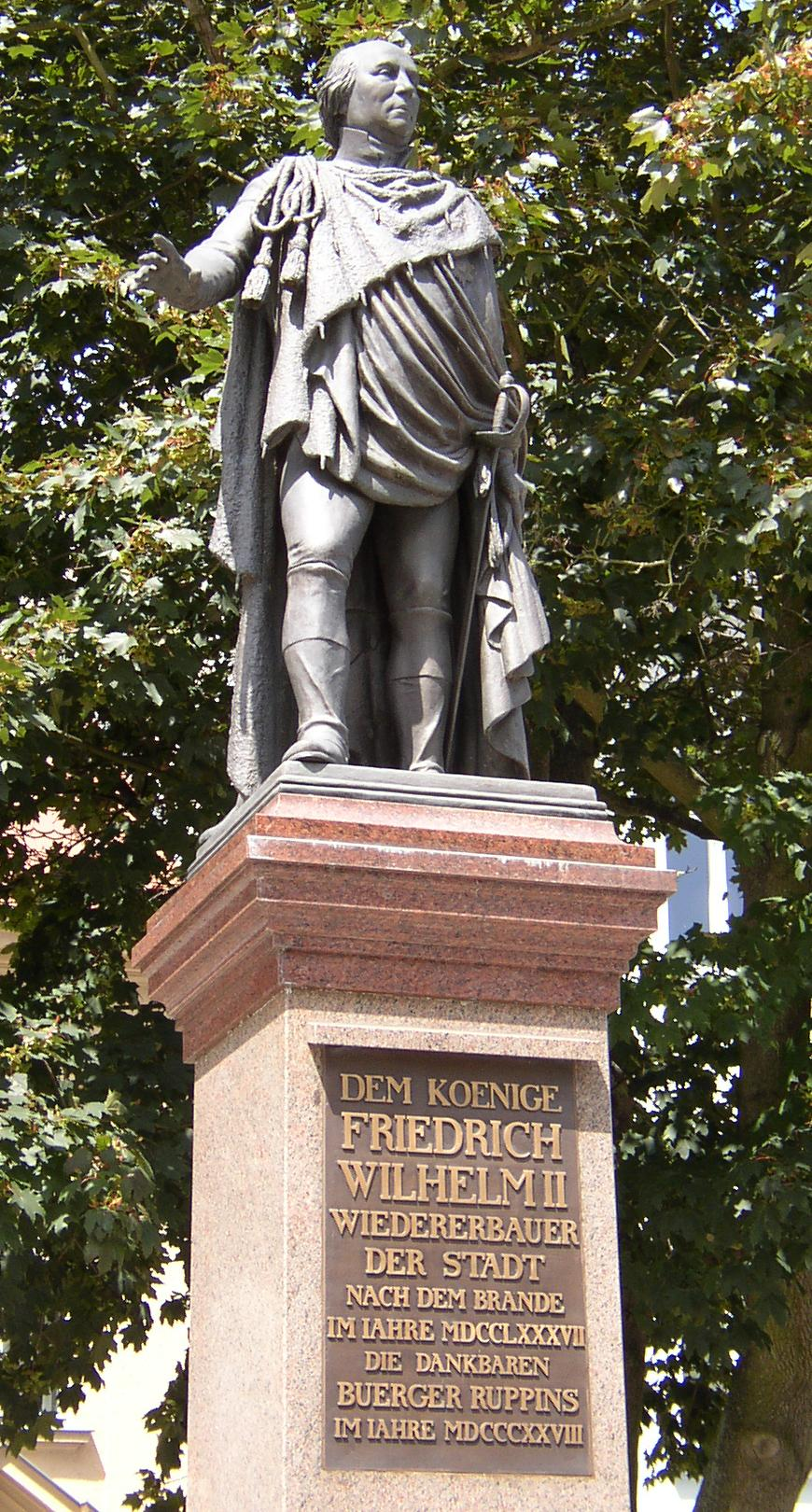
Monument à Frédéric-Guillaume II, Neuruppin

Neveu du roi de Prusse Frédéric II, il est le fils du prince Auguste-Guillaume de Prusse (fils cadet du roi de Prusse Frédéric-Guillaume Ier et de Sophie-Dorothée de Hanovre), et de Louise-Amélie de Brunswick-Wolfenbüttel. Il devient l'héritier du trône à la mort de son père en 1758.
Il épouse Élisabeth-Christine-Ulrique de Brunswick-Wolfenbüttel, fille du duc Charles Ier de Brunswick-Wolfenbüttel en 1765. Il divorce en 1769 et prend ensuite comme épouse Frédérique-Louise de Hesse-Darmstadt, fille du landgrave Louis IX de Hesse-Darmstadt et de Caroline de Palatinat-Deux-Ponts-Birkenfeld, la « Grande Landgravine ». Bien qu'il ait une grande famille avec elle, il est sous l'influence de sa maîtresse, Wilhelmine Enke de Lichtenau, faite ensuite comtesse de Lichtenau.
Il est très intéressé par les arts ; Beethoven et Mozart bénéficièrent de son mécénat et son orchestre privé avait une réputation européenne.
Il accède au trône le 17 août 1786, après la mort de son oncle Frédéric II. Il devient populaire, tandis que les classes éduquées apprécient l'utilisation de la langue allemande et l'admission d'écrivains la pratiquant à l'académie.
En 1781, Frédéric-Guillaume II est attiré par le mysticisme ; il rejoignit les Rose-Croix et tomba sous l'influence de Johann Christoph von Wöllner (1732 – 1800), qui lui dicta sa politique. Wöllner, que Frédéric II a décrit comme un « prêtre traître et intrigant », gagna une réputation considérable en tant qu'économiste ; mais son ambition n'était pas satisfaite et il chercha à étendre son influence en adhérant à la Franc-maçonnerie puis à la Rose-Croix. Wöllner devint le guide suprême (en allemand : Oberhauptdirektor) de ce mouvement. Comme rosicrucien il affectait aussi d'être zélé dans la religion chrétienne menacée par les Lumières de Frédéric II.
Wöllner est appelé au conseil de Frédéric-Guillaume II. Le 26 août 1786, il est nommé conseiller privé aux Finances (Geheimer Oberfinanzrath). Il est anobli le 2 octobre suivant. Ses fonctions dépassent de loin son titre : il est dans les faits le Premier ministre et applique ses théories. Bischoffswerder, également homme de petite condition, est appelé pour siéger au conseil et devient adjudant-général. L'opposition à Wöllner est un temps suffisante pour l'empêcher d'obtenir le département de la religion mais cela est surmonté, et le 3 juillet 1788 il est nommé conseiller d'État à la tête du département spirituel pour les départements luthérien et catholique.
Un conflit s'ouvre alors avec le groupe dit des « modernistes », Wöllner désapprouvant leur immoralité et Bischoffswerder les condamnant ; le roi appuie la croisade orthodoxe. Le 9 juillet 1788, déclarant la nécessité de protéger la religion chrétienne contre les « Lumières », est proclamé un édit religieux célèbre qui interdit aux ministres évangéliques d'enseigner autre chose que ce qui est couché dans les livres officiels et place les établissements d'enseignement sous la supervision du clergé officiel. Le 18 décembre 1788, une autre loi de censure est promulguée, et finalement en 1791 une sorte d'inquisition protestante est établie à Berlin (Immediat-Examinationscommission).
Les effets de cette politique dépassèrent largement ses efforts économiques et financiers, et même si cette réforme fut spasmodique et partielle elle provoqua le mécontentement.
Mais portant bien plus à conséquence pour la Prusse fut l'attitude du roi envers l'armée et la politique extérieure. L'armée était la fondation même de l'État à laquelle les souverains précédents avaient apporté beaucoup de soin. Frédéric-Guillaume n'avait pas de goût pour la chose militaire, et il remit son autorité de seigneur de la guerre à une commission connue sous le nom de « Collège suprême de la Guerre » (Oberkriegs-Collegium), tenue par les ducs de Brunswick et le général von Möllendorf. Ce fut le début d'un processus qui se terminera en 1806 à la bataille d'Iéna.
La campagne des Pays-Bas en 1787, commencée pour des raisons purement familiales, fut réussie mais la Prusse ne reçut même pas ce qu'elle avait dépensé pour son intervention. Une tentative d'intervention dans la guerre russo-autrichienne contre l'Empire ottoman fut un échec : la Prusse n'obtint aucun territoire de ses alliés ; la démission de Hertzberg, le 5 juillet 1791, marqua l'abandon définitif de la tradition anti-autrichienne de Frédéric le Grand.
En août 1791, Frédéric-Guillaume, à Pillnitz, convint avec l'empereur germanique Léopold II de soutenir Louis XVI pour l'établissement d'une monarchie constitutionnelle en France. Une alliance formelle fut signée le 7 février 1792, et Frédéric-Guillaume prit part personnellement dans les campagnes de 1792 et 1793 contre la République française. Cependant, il fut retenu par un manque de trésorerie, tandis que ses conseillers étaient plus intéressés par la Pologne, qui présentait de meilleures perspectives de butin, que par une croisade contre la France révolutionnaire. Un traité subsidiaire avec les puissances maritimes (19 avril 1794) remplit ses coffres, mais l'insurrection en Pologne qui suivit la seconde partition de 1793, et la menace d'une intervention autonome de la Russie poussèrent alors Frédéric-Guillaume à signer le traité séparé de Bâle avec la République française, le 5 avril 1795. Ce traité, considéré par les grandes monarchies comme une trahison, laissa la Prusse isolée en Europe.
La Prusse avait payé un prix élevé pour les territoires obtenus de la Pologne en 1793 et en 1795. Quand Frédéric-Guillaume mourut le 16 novembre 1797, il laissa la Prusse en état de banqueroute, l'armée affaiblie et la monarchie discréditée.

## Mariages et descendance
Frédéric-Guillaume se marie deux fois :
- en 1765, avec Élisabeth-Christine-Ulrique de Brunswick-Wolfenbüttel (1746–1840), fille de Charles Ier de Brunswick-Wolfenbüttel (divorcés en 1769). De cette union naquît une fille, Frédérique-Charlotte de Prusse (1767–1820) ; en 1791, elle épousa Frédéric d'York (1763–1827), fils du roi George III.
- en 1769, avec Frédérique-Louise de Hesse-Darmstadt (1751–1805), fille du landgrave Louis IX de Hesse-Darmstadt. Sept enfants sont nés de cette union :
  - Frédéric-Guillaume (1770–1840), futur Frédéric-Guillaume III, en 1793, il épouse Louise de Mecklembourg-Strelitz (1776–1810), fille du grand-duc Charles II de Mecklembourg-Strelitz (neuf enfants) ;
  - Christine de Prusse (1772–1773) ;
  - Louis-Charles de Prusse (1773–1796) ; en 1793, il épousa Frédérique de Mecklembourg-Strelitz (1778–1841), fille du grand-duc Charles II de Mecklembourg-Strelitz (trois enfants) ;
  - Wilhelmine de Prusse (1774–1837) ; en 1791, elle épousa Guillaume Ier des Pays-Bas (1772–1843) ;
  - Augusta de Prusse (1780–1841) ; en 1797, elle épousa l'électeur Guillaume II de Hesse-Cassel (1777–1847) ;
  - Henri-Charles de Prusse (1781–1845), général d'infanterie de l'armée prussienne ;
  - Guillaume de Prusse (1783–1851), général de cavalerie de l'armée prussienne ; en 1804, il épousa Marie-Anne-Amélie de Hesse-Hombourg (1785–1846), fille du landgrave Frédéric V de Hesse-Hombourg (huit enfants) ;

En plus de ses relations avec sa maîtresse en titre Wilhelmine Enke de Lichtenau, le roi — franchement polygame — contracte deux mariages « de la main gauche » : avec Mademoiselle von Voss, et avec la comtesse von Donhoff. Il eut, entre autres :
- un fils naturel : Frédéric von Schweitz (1766–1828), qui fut général. Le fils unique de ce dernier, Charles (1790–1859) fut le grand-père maternel du scientifique, poète et écrivain serbe Tomislàv Milosevic (1879–1917).[réf. nécessaire]
- Julie de Prusse (1793–1848) ; en 1816, elle épousa le duc Frédéric-Ferdinand d'Anhalt-Köthen (mort en 1830).

## Généalogie
Frédéric-Guillaume II de Prusse appartient à la première branche de la maison de Hohenzollern. Cette lignée donna des électeurs, des rois, des empereurs à la Prusse et à l'Allemagne. Frédéric-Guillaume II de Prusse est l'ascendant de l'actuel chef de la maison impériale d'Allemagne, le prince Georges Frédéric de Prusse.